# Jean Froissart
Jean Froissart, ou Jehan Froissart (Valenciennes, aprox. 1337 – c. 1405), foi um grande menestrel, bardo, também considerado um dos mais importantes cronistas da França medieval. As suas crônicas foram consideradas como a expressão mais significativa do renascimento cavalheiresco, que teve lugar em França e Inglaterra durante o século XIV (a que Johan Huizinga chamou O Outono da Idade Média). É uma das fontes principais para a primeira metade da Guerra dos Cem Anos. 

## Biografia
O pouco que se sabe dele provém das suas crónicas e poesias. Nasceu em Valenciennes, condado de Hainaut. O seu pai havia sido pintor heráldico. 

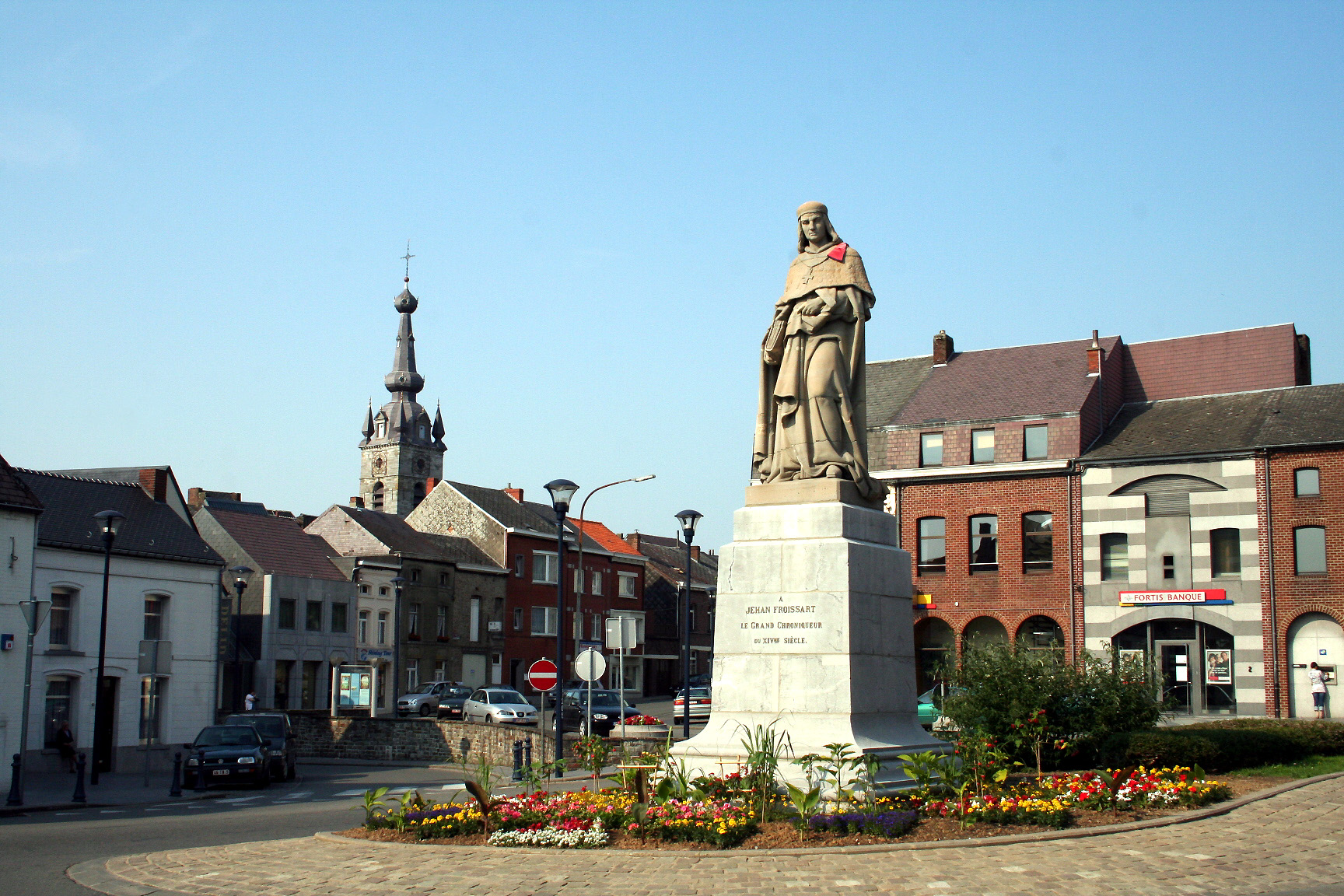
Jean Froissart, estátua em Chimay (Bélgica)

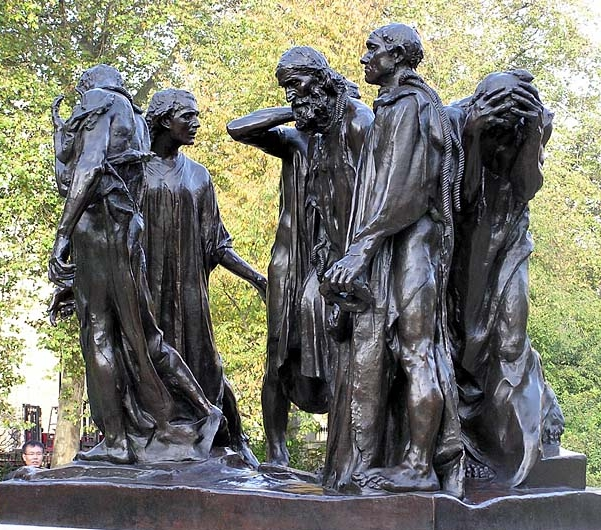
Os Burgueses de Calais. Grupo escultórico, por Auguste Rodin

Começou a exercer o ofício de mercador, mas abandonou-o para entrar no clero. Aos 24 anos, com uma carta de recomendação do rei da Boémia tornou-se poeta e, de alguma maneira, historiador oficial da corte de Filipa de Hainaut, esposa de Eduardo III de Inglaterra. As memórias do tempo que passa a serviço de Filipa (1361-1369) misturam-se a outros factos de que foi testemunha, no primeiro livro de suas crónicas. A aproximação que faz às fontes históricas ("nobre matéria dos tempos passados") e ao ofício de cronista (que compara com a arte da forja) revela um historiador preocupado com a sua metodologia.
Viajou por toda a Grã-Bretanha e por França, Flandres e Espanha, recolhendo material em primeira mão para as suas Crónicas. Assiste em Milão ao matrimónio do filho de Filipa, Leonel de Antuérpia, com a filha de Galeazzo Visconti, ao qual também compareceram outros autores que marcaram a época: Chaucer e Petrarca.
Depois da publicação do seu primeiro livro e da morte de Filipa, irá beneficiar-se da protecção da duquesa Joana de Brabante. 

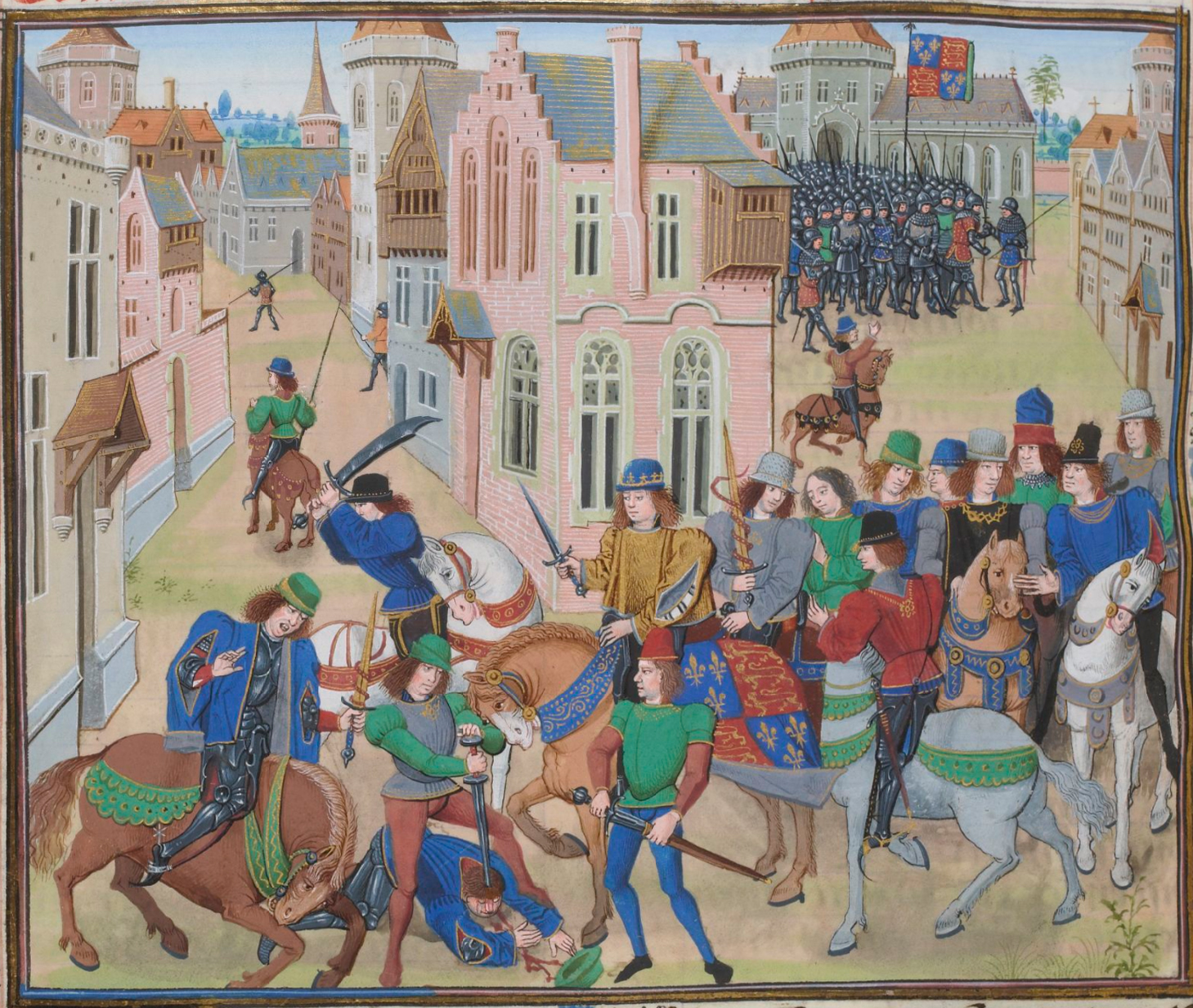
Morte de Wat Tyler, ilustração do manuscrito das Chroniques de Froissart (BNF 2644, fol. 159v)

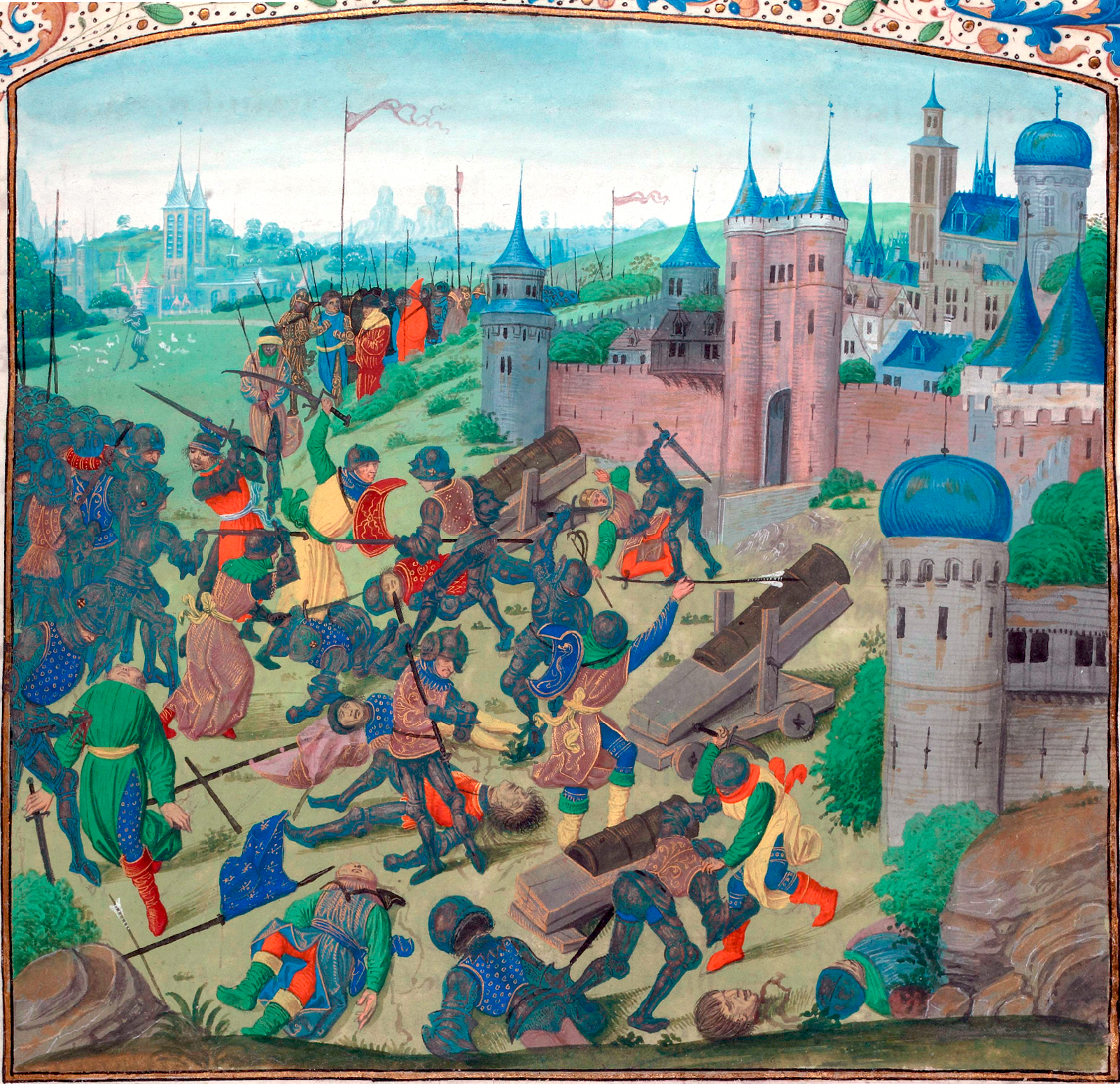
Batalha de Nicópolis, entre cruzados e turcos (1396). Ilustração das Chroniques de Froissart. Flandres, Bruges. BNF, FR 2646, fol. 220

O texto das Crônicas de Froissart está preservado em mais de 100 manuscritos iluminados, que foram ilustrados por vários miniaturistas. Uma das cópias mais ricamente iluminadas foi comissionada por Luís de Gruuthuse, um nobre flamengo, nos anos 1470. Os quatro volumes dessa cópia (BNF, Fr 2643; BNF, Fr 2644; BNF, Fr 2645; BNF, Fr 2646 ) contêm 112 miniaturas pintadas pelos melhores artistas de Bruges na época, dentre os quais Loiset Lyédet, a quem as miniaturas dos primeiros dois volumes foram atribuídas.
Jean Froissart foi recompensado com o benefício eclesiástico de Lestines, povoação próxima de Binche. Chegou a ser cónego de Chimay, o que lhe permitiu viver livre de preocupações financeiras, podendo assim realizar novas viagens, para recolher mais material de trabalho.
Volta a Inglaterra, em 1395, mas parece decepcionado com as mudanças que observa, interpretando-as como o fim da cavalaria. 
Desconhecem-se a data e as circunstâncias da sua morte. Consta que faleceu na Abadia de Santa Monegunda de Chimay.

## Música
A primeira das três aberturas compostas pelo músico inglês Edward Elgar é intitulada Froissart, e evoca Jean Froissart e o espírito cavalheiresco, conforme atesta a citação de Keats, no alto da partitura: When chivalry lifted up her lance on high ("Quando a cavalaria erguia sua lança nas alturas").

## Obras
- Chroniques
- Dits et débats (Le Temple d'Honneur, Le joli Mois de Mai, Le dit de la Marguerite, Le Dit dou Bleu Chevalier, le Débat dou Cheval et dou Lévrier, Le dit dou Florin, La Plaidoirie de la Rose et de la Violette)
- Le paradis d'amour
- L'orloge amoureus
- Lais amoureus et de Nostre Dame
- Pastourelles
- La Prison amoureuse
- Ballades
- Virelais
- Rondeaux